# Pisike Kasvalaid
Pisike Kasvalaid ist eine unbewohnte Insel, zehn Meter von der größten estnischen Insel Saaremaa entfernt. Die Insel liegt in der Landgemeinde Saaremaa im Kreis Saare. Sie liegt in der Bucht Tagulaht im Kahtla-Kübassaare hoiuala.
Ämmukare ist 250 Meter lang und 80 Meter breit.